# Bilbo Colles
I Bilbo Colles sono una formazione geologica della superficie di Titano.
Il loro nome deriva da quello di Bilbo Baggins, protagonista de Lo hobbit di J. R. R. Tolkien.